# دالي راسيل
دالي راسيل (بالإنجليزية: Dale Russell)‏ (و. 1937 – م) هو إحاثي، وأستاذ جامعي، من كندا، ولد في سان فرانسيسكو.

## مناصب وهيئات
أدار جامعة ولاية كارولاينا الشمالية.

## جوائز
حصل على جوائز منها:
- Bancroft Award [الإنجليزية]‏ (1996).